# Versäumte Lektionen
Versäumte Lektionen. Entwurf eines Lesebuches ist ein von Peter Glotz und Wolfgang R. Langenbucher 1965 herausgegebenes Lesebuch, das als Gegenentwurf zu den seinerzeit noch verbreiteten, konventionelles Bildungsgut repräsentierenden Schullesebüchern gedacht war.
Die beiden Herausgeber waren seinerzeit Assistenten von Otto B. Roegele am Institut für Zeitungswissenschaft der Universität München und beide unzufrieden mit der Form, in der insbesondere in der jungen Bundesrepublik Literatur an den Schulen präsentiert wurde. Sie schrieben im Vorwort ihres Lesebuches:

„Die Lesebücher, die heute in deutschen Schulen verwendet werden, sind in der Mehrzahl — gemessen an den Forderungen, die
man in einer durchrationalisierten, industrialisierten und demokratischen Gesellschaft an die Erziehung stellen muß — ein Anachronismus. Das hier vorgelegte Buch ist als polemischer Gegenentwurf zu dieser Idylle deutscher Lesebuchliteratur gedacht.“

## Vorgeschichte
Vorangegangen war eine Debatte über den Inhalt der Schul- und Lesebücher, über die Restauration nach 1945, die inhaltlich an die Modelle der 1920er anknüpfte und deshalb von dem französischen Germanisten Robert Minder scharf kritisiert worden war. Minder nahm Anstoß an der unverhältnismäßigen Repräsentation des Agrarisch-Beschaulichen in den bundesrepublikanischen Lesebüchern und sprach davon, dass die Herausgeber so einen „Morgenthau-Plan der Literatur“ verwirklicht hätten, also den Rückbau der deutschen Literatur zur Darstellung die Scholle bearbeitenden Bauerntums realisiert hätten.
Auch Walther Killy hatte Kritik geübt und einen eigenen Lesebuchentwurf vorgelegt.
In Bayern wurde die Debatte insbesondere von der Politikerin Hildegard Hamm-Brücher angestoßen, die kritisierte, dass moderne Berufs- und Freizeitwelt der Groß- und Mittelstadt in den Lesebüchern nicht vorkomme und der Erziehungswille der Lesebücher dahin ginge, „unsere Kinder zu frommen, gehorsamen, fleißigen und in jeder Weise materiell, aber auch intellektuell genügsamen Untertanen zu erziehen“.
Hinzu kam, dass die Exilliteratur und die neueste Literatur in den Lesebüchern so gut wie gar nicht vertreten war. So stellte Wolfgang Schulz fest, dass in 116 deutschen Lesebüchern von den zwölf 1933 aus der Preußischen Dichterakademie gejagten Autoren insgesamt 12 Beiträge, von den zwölf nachrückenden „Dichtern“ jedoch 334 abgedruckt waren.

## Inhalt
Demgegenüber stellten Glotz und Langenbucher ihrem Aufklärungsimpetus entsprechend an den Beginn ihrer Auswahl gleich Immanuel Kants berühmtes Essay Was ist Aufklärung?. Es folgen dann weniger bekannte Texte bekannter Autoren (Schreiben eines parforcegejagten Hirschen an den Fürsten, der ihn parforcegejagt hatte von Matthias Claudius) oder Texte weniger bekannter Autoren (Die neue Dampfprügelmaschine von Adolf Glaßbrenner), bislang im deutschen Lesebuch nicht vertretene Autoren wie Karl Marx und Friedrich Engels (Über die Lage der arbeitenden Klasse in England), gefolgt von Vertretern der Exilliteratur (Egon Erwin Kisch, Kurt Tucholsky, Bert Brecht), aber auch der „inneren Emigration“ (Erich Kästner), bis hin zu Texten aus der Gegenwartsliteratur der 1960er Jahre (Arno Schmidt, Günter Wallraff). Die Texte werden dabei nicht unkommentiert chronologisch aufgereiht, sondern durch biographische Informationen zu den Autoren, zum Entstehungshintergrund und zur Rezeption eingerahmt.
Das Lesebuch erreichte bis 1977 mehrere Auflagen, vor allem in der Taschenbuchausgabe.

## Ausgaben
- Versäumte Lektionen. Entwurf eines Lesebuches. S. Mohn Verlag, Gütersloh 1965.
- Versäumte Lektionen. Entwurf eines Lesebuches. Bertelsmann Lesering, Gütersloh 1965.
- Versäumte Lektionen. Entwurf eines Lesebuches. Fischer Bücherei 1163. Fischer Taschenbuch, Frankfurt am Main 1971, ISBN 3-436-01334-X (46.–50. Tsd. 1977).